# Nobuo Kawakami
Nobuo Kawakami (* 4. říjen 1947) je bývalý japonský fotbalista.

## Klubová kariéra
Hrával za Hitachi.

## Reprezentační kariéra
Nobuo Kawakami odehrál za japonský národní tým v letech 1970-1977 celkem 41 reprezentačních utkání.

## Statistiky
| Japonsko | Japonsko | Japonsko |
| Roky     | Záp.     | Góly     |
| -------- | -------- | -------- |
| 1970     | 4        | 0        |
| 1971     | 1        | 0        |
| 1972     | 8        | 0        |
| 1973     | 5        | 0        |
| 1974     | 5        | 0        |
| 1975     | 9        | 0        |
| 1976     | 8        | 0        |
| 1977     | 1        | 0        |
| Celkem   | 41       | 0        |